# Véronique Claudel
Véronique Claudel (n. 22 noiembrie 1966, Cornimont⁠(d), Lorraine⁠(d), Franța) este o biatlonistă ce a reprezentat Franța, medaliată olimpică. A participat la 2 ediții ale Jocurilor Olimpice (1992, 1994) în care a câștigat o medalie de aur și o medalie de bronz.